# Stall Courant
Stall Courant är ett travstall som ägs av Unibetgrundaren Anders Ström. Stallet äger eller deläger travhästar i bland annat Sverige, Frankrike och USA. Stallet samarbetar ofta med travtränarna Stefan Melander, Roger Walmann, Marcus Melander och Adrian Kolgjini. Stallets ägarfärger är röda, med en gul hästsko på ryggen och bröstet.
Stall Courant bedriver även avelsverksamhet, där uppfödningarna får efternamnet Am (Avel för Mästerskap), exempelvis Forfantone Am.

## Historia
Stall Courant grundades 2005 av Anders Ström och Marcus Lindgren. 2012 gick Lindgren ur bolaget då han senare valde att satsa helhjärtat på en karriär som travtränare. Lindgren hade då till en början flera Courantägda hästar i träning, men hästarna flyttades senare till flera olika travtränare.

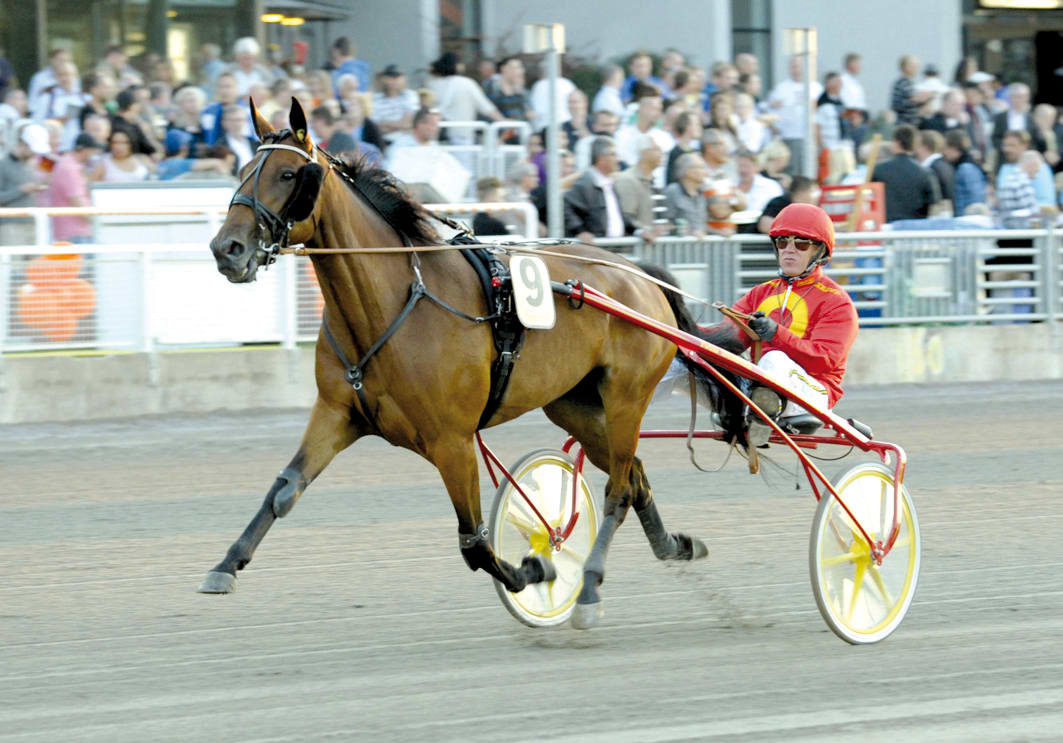
Tamla Celeber och Örjan Kihlström i Courants kördress.

Stallets första stora seger togs i januari 2006 av delägda Gigant Neo, då denne vann Prix d'Amérique. Under 2010-talet hade stallet framgångar med delägda Tamla Celeber, som vann bland annat Svenskt Trav-Oaks, Drottning Silvias Pokal, Stochampionatet, Grosser Preis von Deutschland, European Championship for Mares och Breeders Crown Open Mare Trot.

### USA
Stallet fick även mycket uppmärksamhet i media på grund av Greenshoe, Gimpanzee och Green Manalishi, som alla är födda 2016, och som skördade stora framgångar i Nordamerika under sina 2- och 3-årssäsonger.

#### Greenshoe
Under 2019 var Greenshoe även storfavorit till att vinna Hambletonian Stakes, USA:s största treåringslopp. I finalloppet slutade han på en andraplats, knappt slagen av segrande Forbidden Trade. Andraplatsen var värd 225 000 dollar. Den 6 oktober 2019 tog han karriärens hittills största seger då han segrade i Kentucky Futurity. Segern var värd 225 000 dollar.
Den 12 september 2019 meddelades det att Courantägda Greenshoe skulle avsluta sin tävlingskarriär efter sin treåringssäsong, och istället bli verksam som avelshingst vid Hanover Shoe Farms i USA. Greenshoe kommer att syndikeras i 120 andelar där priset per andel blir 120 000 dollar, vilket gör att han värderas till 14,4 miljoner dollar, något som även gör honom till den dyraste hingsten någonsin.

#### Gimpanzee
Gimpanzee gjorde under hela tvååringssäsongen 2018, totalt 9 starter, och segrade i samtliga. Inför årsdebuten som treåring blev han efter att ha varit obesegrad som tvååring, förhandsfavorit att segra i treåringsloppet Hambletonian Stakes.

## Större segrar i urval
| År   | Lopp                              | Häst               | Kusk               | Tränare          | Grupp   |
| ---- | --------------------------------- | ------------------ | ------------------ | ---------------- | ------- |
| 2006 | Prix d'Amérique                   | Gigant Neo         | Dominik Locqueneux | Stefan Melander  | Grupp 1 |
| 2010 | Svenskt Trav-Oaks                 | Tamla Celeber      | Örjan Kihlström    | Roger Walmann    | Grupp 1 |
| 2011 | Drottning Silvias Pokal           | Tamla Celeber      | Örjan Kihlström    | Roger Walmann    | Grupp 1 |
| 2011 | Stochampionatet                   | Tamla Celeber      | Örjan Kihlström    | Roger Walmann    | Grupp 1 |
| 2011 | Grosser Preis von Deutschland     | Tamla Celeber      | Örjan Kihlström    | Roger Walmann    | Grupp 1 |
| 2012 | European Championship for Mares   | Tamla Celeber      | Örjan Kihlström    | Roger Walmann    | Grupp 1 |
| 2012 | Breeders Crown Open Mare Trot     | Tamla Celeber      | Örjan Kihlström    | Roger Walmann    | -       |
| 2016 | Drottning Silvias Pokal           | Princess Face      | Björn Goop         | Lutfi Kolgjini   | Grupp 1 |
| 2017 | Copenhagen Cup                    | Cruzado Dela Noche | Per Linderoth      | Stefan Melander  | Grupp 1 |
| 2018 | International Trot                | Cruzado Dela Noche | Brian Sears        | Marcus Melander  | -       |
| 2019 | Yonkers Trot                      | Gimpanzee          | Brian Sears        | Marcus Melander  | -       |
| 2019 | Kentucky Futurity                 | Greenshoe          | Brian Sears        | Marcus Melander  | -       |
| 2020 | Treåringseliten / Breeders Course | Hell Bent For Am   | Örjan Kihlström    | Stefan Melander  | Grupp 2 |
| 2022 | Yonkers Trot                      | Joviality          | Brian Sears        | Marcus Melander  | -       |
| 2023 | Drottning Silvias Pokal           | Joviality          | Erik Adielsson     | Sabine Kagebrant | Grupp 1 |
| 2023 | Svenskt Travderby                 | Joviality          | Erik Adielsson     | Sabine Kagebrant | Grupp 1 |